# Безобразов, Николай Михайлович
Николай Михайлович Безобразов (1848—1912) — российский чиновник, член Совета министра торговли и промышленности, тайный советник; балетный критик

.

## Биография
Родился в 1848 году. Происходил из потомственных дворян Саратовской губернии.
В 1868 году окончил кандидатом факультет восточных языков Императорского Санкт-Петербургского университета. В 1869 году начал службу в Министерстве юстиции; 14 января 1874 года был переведён в государственную канцелярию.
Во время русско-турецкой войны был уполномоченным общества Красного Креста в Румынии и Болгарии; отмечен орденом Св. Владимира 4-й степени с мечами; 8 января 1879 года пожалован званием камер-юнкера.
В 1880 году был начальником отделения и управляющим канцелярией начальника верховной распорядительной комиссии, затем до 15 декабря 1882 года служил по министерству внутренних дел. Продолжал службу чиновником особых поручений при Государственном контроле.
В 1891 году был произведён в действительные статские советники, с 1906 года — тайный советник. С 1891 года служил начальником инспекторского отдела Горного департамента. Также состоял при Министерстве земледелия и государственных имуществ. Был членом Совета министра торговли и промышленности (31.01.1906—28.04.1910) и на рубеже 1907—1908 годов там же исправлял должность товарища министра. Также был членом попечительного совета приюта принца Ольденбургского.
В 1890—1900 годах регулярно рецензировал балетные спектакли Мариинского театра. Был ревностным сторонником академических традиций классического балета и в то же время поддерживал новаторство Михаила Фокина; писал корреспонденции в петербургских газетах об успехах труппы Русский балет Дягилева. Дирекция императорских театров внимательно следила за статьями Безобразова, учитывала его мнение об артистах. Использовал псевдонимы: Н. Б.; L. N.. Был дружен с поэтом А. Н. Плещеевым.

…был очень популярен в театральной среде и считался знатоком балета, о котором писал множество статей и рецензий, и не пропускал ни одного выдающегося балетного спектакля.
— Исторический вестник. — 1912.
Умер в июле 1912 года в Монтрё (Швейцария) и, согласно завещанию, был похоронен в местечке Clarens (ныне район Монтрё).

## Награды
- орден Св. Владимира 4-й ст. с мечами
- орден Св. Станислава 1-й ст. (16.05.1896)
- орден Св. Владимира 2-й ст.

## Семья
Был женат на дочери действительного статского советника А. А. Уманец, Надежде Александровне (24.12.1853—?). В 1873 году у них родилась дочь Мария.